# Kotkamills
MM Kotkamills Boards Oy est une entreprise  de l'industrie du bois basée à Helsinki en Finlande. 

## Organisation
MM Kotkamills appartient au groupe autrichien Mayr-Melnhof (MM).
Kotkamills est spécialisée dans la production de cartons pour emballages, de papiers laminés et de bois de sciage.
MM Kotkamills se compose de trois filiales :
- MM Kotkamills Board: carton
- MM Kotkamills Absorbex : revêtement kraft
- MM Kotkamills Wood : bois